# 那波三郎右衛門
那波 三郎右衛門（なば さぶろうえもん、1889年12月28日 - 没年不明）は、日本の実業家。株式会社那波商店社長、那波合名会社代表社員などを歴任した。

## 経歴
1889年、秋田県の豪商那波亥之助の次男として生まれ、1904年（明治37年）に家督を相続し、前名 愼治を改め、三郎右衛門を襲名。秋田県多額納税者。

## 家族
- 義弟：片野重脩（衆議院議員）
- 弟の養父：町田忠治（大蔵大臣)
- 義妹：白山善五郎（白山殖産社長）の娘 (叔伯父の父親は貴族院議員 瀧川辨三)